# Alsodeiopsis
Alsodeiopsis es un género  de plantas  perteneciente a la familia Icacinaceae. Comprende 17 especies descritas y de estas, solo 9 aceptadas.

## Taxonomía
El género fue descrito por Oliv. in Benth. y publicado en Genera Plantarum 1: 996. 1867.

## Especies aceptadas
A continuación se brinda un listado de las especies del género Alsodeiopsis aceptadas hasta septiembre de 2014, ordenadas alfabéticamente. Para cada una se indica el nombre binomial seguido del autor. abreviado según las convenciones y usos.	
- Alsodeiopsis bequaertii De Wild.
- Alsodeiopsis chippii Hutch.
- Alsodeiopsis glaberrima Engl. ex Hutch. & Dalziel
- Alsodeiopsis holstii Engl.
- Alsodeiopsis laurentii De Wild.
- Alsodeiopsis manni Oliv.